# Riki Gal
Riki Gal (în ebraică:ריקי גל,nume la naștere:Rivka Ben Menahem - רבקה בן מנחם, n. 7 iulie 1950, Ierusalim, Israel) este o cântăreață israeliană de muzică ușoară. Activitatea ei muzicală a avut cele mai mari succese în anii 1980, ea distigându-se mai ales prin interpretarea de cântece în stil blues, folk și pop.   

## Biografie

### Copilărie și tinerețe
Rivka Ben Menahem s-a născut în Israel, 1950 într-o familie de evrei ultraortodocși sefarzi, din cartierul Beit Israel, vecin cu cartierul Mea Shearim din Ierusalim. Bunicul ei a fost cabalistul Menahem Menashe, originar din orașul Ruse din Bulgaria.  
După vârsta de doi ani după divorțul părinților ei , împreună cu fratele ei, Menahem, fost plasată până la vârsta de cinci ani într-un cămin-internat la Kfar Saba. S-a confruntat din frageda copilărie cu sărăcia și cu transferuri între cămine și internate. Mama ei a fost dispusă ulterior să-i crească, dar din motive financiare, i-a încredințat curând  unor misionare luterane finlandeze de la internatul Shalhevetia, care i-a educat într-o disciplină strictă. Apoi ea s-a mutat într-un internat de fete al Organizației Sioniste religioase Mizrahi.La opt ani s-a mutat la tatăl ei, care s-a căsătorit de încă două ori, iar apoi a fost educată în kibuțul Nir David și apoi în kibuțul Baram. La 12 ani a luat lecții de balet de la profesoara de dans Gertrud Krauss din Haifa. Studiile de liceu le-a urmat la liceul municipal 4 (Ironi Dalet) din Tel Aviv.
La vârsta de 17 ani, în 1968 Riki, care a devenit Riki Gal, s-a înrolat în flota militară, unde și-a început cariera muzicală. După încheierea serviciului militar, ea s-a căsătorit cu comediantul Israel Poliakov, renumit pentru participarea sa la trioul de comici Hagashash Hahiver (Cercetașul cel palid).

### Continuarea activității și cariera muzicală
Perechea s-a despărțit în 1975. Riki Gal a trăit o vreme la New York unde s-a măritat a doua oară cu un proprietar de restaurant american, George Marcus. După ce a divorțat din nou, a revenit în patrie și între 1990-2002 a fost căsătorită cu reporterul Ori Cohen Aharonov de la Canalul 1 de televiziune. În 1991 a născut o fetiță numită Leary.
Riki Gal s-a lansat prima dată în ansamblul de muzică și divertisment a Flotei militare israeliene.   
După lăsarea la vatră Gal a lansat primul ei album intitulat Lumea lui Jacques Brel. A colaborat cu cantautorul Matti Caspi, cu textierul Ehud Manor și cu producătorul Louis Lahav.
A jucat rolul Mama Morton la musicalul Chicago la Teatrul Beit Lessin din Tel Aviv  și a fost membră în juriul versiunii israeliene a Concursului A Star is Born - Kokhav nolad - la televiziune.
 
A fost una din vedetele din musicalul  Les Misérables, al lui Alain Boublil, după romanul Mizerabilii al lui Victor Hugo.
În 1989 s-a produs în musicalul Evita, alături de Eli Gornstein și Viki Tavor.   
Riki Gal  a co-produs cu Matti Caspi albumul „Ohèvet otkhá yotér” (Eu te iubesc mai mult), în care Caspi a fost autorul majorității cântecelor, al aranjamentelor și a răspuns și de acompaniamentul instrumental.
 
În 2009 albumul lui Gal Imazman (joc de cuvinte - intre cuvintele ima = mamă, și „im hazman” = cu timpul)  a fost dedicat mamei ei. Cantecul Imazman începe cu un citat din cântecul "Que Sera, Sera"

A jucat, între altele, în piesele de teatru  Ghetto, Mama Courage, Benny Boom, Antigona, etc, de asemenea în filme de cinema și televiziune - Hashivá miHodu -Întoarcerea din India, Hashir shelanu - Cântecul nostru)
etc

## Albume
- 1987 - Riki Gal  (album de aur)
- 1988 - Ma zot ahavá ?(Ce este dragostea?) (album de platină)
- 1993 - Hapés bi (Caută în mine)
- 1995 - Selecție de cântece live
- 1996 - Ohevet otkhá yotér (Eu te iubesc mai mult)
- 2001  - Ein lezè sof (Nu se mai termină)
- 2005 - Èmtza blues - concert live
- 2009 - Roiym et hashanim (Se văd anii)
- 2012 - Kadáhat hassidisco - reeditare a unui disc din 1978
- 2015 - Anavim kehulim  (Struguri albaștri)

## Participarea la musicaluri și piese de teatru
- 1971 - Jacques Brel
- 1972  - Al tikrá li shahor (Să nu-mi zici negru) - musical de Beni Nagari, pe text de Dan Almagor
- 1978 - Benny Boom, opera rock de Ken Globus cu aranjament de Adi Weiss, text de Ehud Manor - primul ei mare șlagăr - Bad Boy
- 1983 -  Halleluya Hollywood - spectacol - pe texte traduse de Dan Almagor
- 1983 Avraham 1
- 1984-1987  Ghetto - de Yehoshua Sobol
- 1986 Antigona
- Penn
- 1987 - Les Misérables
- 1988 - Ima Courage viladeha - Mutter Courage și copiii ei  - de Bertolt Brecht
- 1989 - Evita de Andrew Lloyd Webber
- 2004 - Chicago
- 2011 - Company
- 2019 - Flashdance , musical
- 2021 - Od hozer hanigun (Tot se mai întoarce cântecul)
- 2021 - Romeo veyulia - Romeo și Julieta